# إيرل جونسون
إيرل جونسون هو لاعب هوكي الجليد كندي، ولد في 28 يونيو 1931 في فورت فرانسيس في كندا، وتوفي في 7 فبراير 2015.

## وصلات خارجية
- إيرل جونسون على موقع دوري الهوكي الوطني (الإنجليزية)
- إيرل جونسون على موقع EliteProspects.com (الإنجليزية)
- إيرل جونسون على موقع Hockey-Reference.com (الإنجليزية)